# Vera Fischer
Vera Fischer (Blumenau, 27 de novembro de 1951) é uma atriz e ex-modelo brasileira. Como estrela de televisão do Brasil, tornou-se um dos maiores símbolos sexuais do país desde a década de 1970, sendo vencedora do concurso Miss Brasil 1969. Mais tarde, Fischer iniciou carreira artística atuando no cinema e, em seguida, migrou para televisão, onde se popularizou internacionalmente ao protagonizar inúmeras telenovelas. Ela ganhou vários prêmios, incluindo um Prêmio APCA, um Prêmio Air France, e o prêmio de Melhor Atriz pelo Festival de Brasília, além de ter recebido indicações para quatro Troféus Imprensa.
Fischer fez sua estreia profissional no filme Sinal Vermelho - As Fêmeas, no papel de Ângela. No entanto, sua descoberta foi no papel de Tânia Velasco no filme Intimidade (1977), pelo qual foi aclamada pela crítica sendo eleita Melhor Atriz de Cinema pelo Prêmio APCA. O sucesso no filme e na crítica lhe rendeu convite para atuar na televisão, estreando em Espelho Mágico (1977) no papel duplo de Débora e Diana. Nos anos seguintes desempenhou papéis menores em outras produções até despontar como protagonista na novela Brilhante (1981), como Luiza, recebendo sua primeira indicação ao Troféu Imprensa.
Fischer mais uma vez foi reconhecida no cinema por sua atuação no polêmico filme Amor Estranho Amor (1982), como a prostituta Anna. Seu desempenho lhe rendeu elogios da crítica e ela recebeu os prêmios de Melhor Atriz no Festival de Brasília e no Prêmio Air France. Na televisão, voltou a ser protagonista em Mandala (1987), como Jocasta, recebendo sua segunda indicação ao Troféu Imprensa. Na década de 1990, em meio a polêmicas e trabalhos de sucesso, Fischer foi se tornando uma das atrizes mais populares do Brasil, sobretudo por protagonizar as minisséries Riacho Doce (1990) e Desejo (1990), além das novelas Perigosas Peruas (1992), Pátria Minha (1994) e O Rei do Gado (1996).
No início dos anos 2000, desempenhou dois de seus papéis mais memoráveis em sua carreira, nas novelas Laços de Família (2000), como a protagonista Helena, e O Clone (2001), no papel da cômica Yvete, ambos os trabalhos lhe renderam indicações de Melhor Atriz no Troféu Imprensa. No teatro, atuou em grandes produções, como Macbeth (1992), Gata em Teto de Zinco Quente (1998), A Primeira Noite de um Homem (2004) e Porcelana Fina (2006). Fischer ainda se destacou em novelas como Antônia em Agora É que São Elas (2003), Chiara em Caminho das Índias (2009), Irina em Salve Jorge (2012) e Carmo em Espelho da Vida (2018). Recebeu o prêmio honorário do Festival de Cinema de Vitória em 2019 por sua carreira.

## Biografia

### Ascendência germânica e Miss Brasil

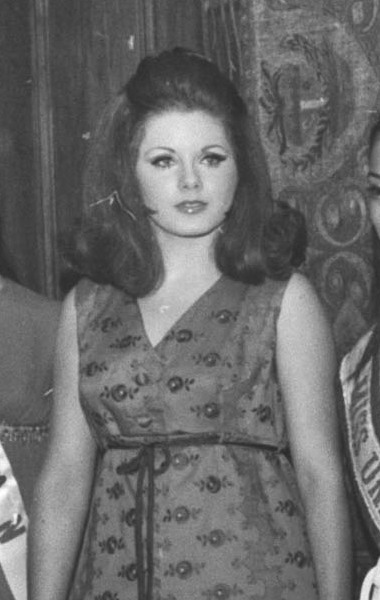
Fischer em 1969

Vera Fischer nasceu em uma família de classe média, de origem alemã, na cidade de Blumenau, no Vale do Itajaí, Santa Catarina. A mãe, Hildegard Berndt, era uma brasileira neta de alemães, e o pai, Emil Fischer, era alemão nato, natural de Karlsruhe. Em sua autobiografia, Vera classificou seu pai como "nazista convicto", o qual era agressivo com ela e a obrigava a ler Mein Kampf, obra escrita pelo ditador Adolf Hitler. Segundo Vera, a relação dos dois nunca foi boa, embora ela o admirasse.
Até os cinco anos de idade, Vera apenas falava alemão, vindo a aprender português na escola. Seu pai era comerciante, dono de uma loja de tecidos, e sua mãe era costureira, e trabalhava na fábrica de linhas Hering. De família luterana, Vera estudou em colégio católico, e frequentava os cultos luteranos aos domingos, e missas na igreja católica às sextas-feiras.
Aos dezessete anos, Vera Fischer participou do concurso de modelo Miss Blumenau, do qual foi vencedora. O resultado lhe garantiu a participação no Miss Brasil 1969, no Ginásio do Maracanãzinho, no Rio de Janeiro, no qual também foi coroada como primeira colocada do concurso nacional. Por outro lado, Fischer ainda não podia ser participante do Miss Universo daquele ano, uma vez que só era permitido quem já tinha dezoito anos; contudo, ela mesma decidiu falsificar os documentos e revela: "Durante muitos anos o meu passaporte e a carteira de identidade tiveram um ano a mais. Há pouco tempo que eu atualizei. Foi divertido."

## Carreira

### Carreira na televisão

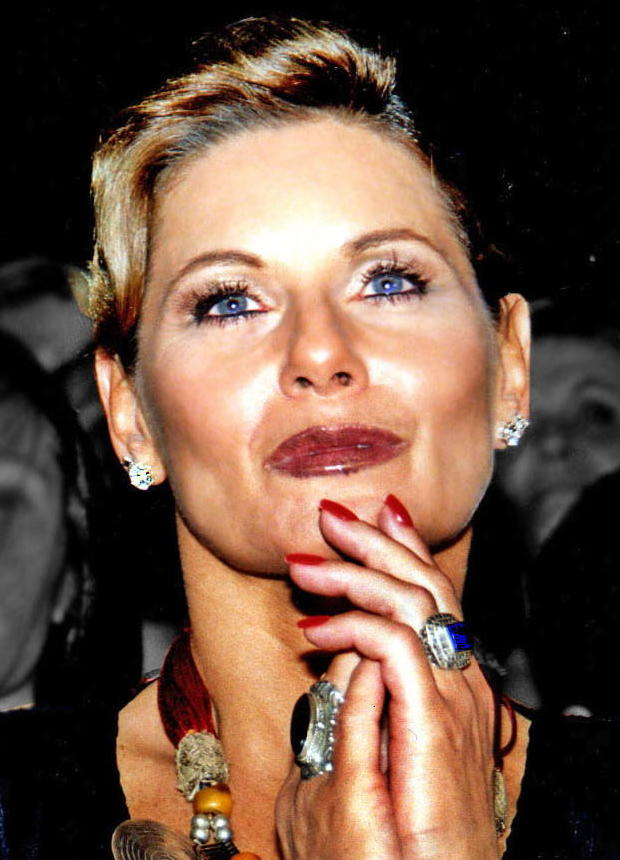
Em 2006.

Sua estreia ocorreu em 1977 na telenovela Espelho Mágico, da Rede Globo, no qual interpretou Diana e Débora. Nos dois anos seguintes, deu vida às personagens Sula Montenegro e Helena Porto em Sinal de Alerta e Os Gigantes, respectivamente. Em 1980, foi Vivian Ribas em Coração Alado. No ano seguinte, fez uma participação especial na série Obrigado, Doutor, mas foi no papel de Luiza em Brilhante que a atriz recebeu sua primeira indicação como Melhor Atriz no Troféu Imprensa. Em 1987, interpretou Jocasta na telenovela Mandala, personagem que garantiu a segunda indicação como Melhor Atriz no Troféu Imprensa.
Em 1990, deu vida a Eduarda na minissérie Riacho Doce e logo em seguida encarnou Anna de Assis em Desejo. Dois anos depois, interpretou Cidinha na telenovela Perigosas Peruas. Nos anos de 1993 a 1996, foi Alice da obra Agosto; Lídia Laport em Pátria Minha e Nena Mezenga em O Rei do Gado. Vera fechou a década de 1990 no programa Você Decide, no episódio "Amor e Traição" como Annie; na telenovela Pecado Capital como Laura e fazendo uma participação especial em O Belo e as Feras, no episódio "Casa de Malandro, Espeto de Chifre".
Iniciou a década de 2000 interpretando Helena na telenovela Laços de Família, sendo indicada ao Troféu Imprensa de 2001 como Melhor Atriz e vencedora do Melhores do Ano de 2000, na categoria Melhor Atriz de Novela. No ano seguinte, foi Yvete em O Clone, papel que rendeu outra indicação em sua área no Troféu Imprensa de 2002. Em 2003, foi Antônia em Agora É Que São Elas, e nos dois anos posteriores, deu vida às personagens Vera Robinson em Senhora do Destino e Úrsula em América.
Em 2007, participou da minissérie Amazônia, de Galvez a Chico Mendes, como Lola. No ano seguinte, atuou como a fotógrafa Dolores na telenovela Duas Caras e logo em seguida, fez uma participação especial como Vera no episódio "O Desejo Escondido, o Cara Deprimido e o Livro Roubado", na série Casos e Acasos. Em 2009, interpretou Chiara em Caminho das Índias e, posteriormente, fez uma participação como Celeste na série Afinal, o Que Querem as Mulheres?.
Em 2011, deu vida a Catarina Diniz na telenovela Insensato Coração. No ano seguinte, interpretou Irina (Simone) em Salve Jorge. Posteriormente, voltaria à televisão em 2018 como Ana Tanquerey em Malhação: Vidas Brasileiras; Haydée em Assédio, série da Globoplay e em Espelho da Vida, como Maria do Carmo e Gertrudes.

### Carreira no cinema

Vera Fischer em cenas do filme Sinal Vermelho - as Fêmeas (1972).

Estreou como atriz no cinema em 1972, interpretando Angela em Sinal Vermelho - as Fêmeas. No ano seguinte, participou de três filmes: Eva em A Super Fêmea, Laura em Anjo Loiro e Fernanda em As Delícias da Vida. Em 1974, trabalhou em dois longas: Lígia em Essa Gostosa Brincadeira a Dois e Juliano na comédia Macho e Fêmea.
Seu primeiro trabalho de destaque foi em 1976 no filme Intimidade, pois sua personagem Tânia Velasco lhe garantiu o prêmio de melhor atriz no Troféu APCA. Cinco anos mais tarde, foi Judite em Perdoa-me por Me Traíres. Em 1981, esteve em dois longas: como Ritinha/Bonita em Bonitinha, mas Ordinária ou Otto Lara Resende e como Bárbara Bergman em Eu Te Amo.
No filme Amor Estranho Amor, lançado em 1982, interpretou a prostituta Anna, papel que lhe garantiu os prêmios de melhor atriz no Prêmio Air France e Festival de Brasília. Naquele mesmo período, também foi a personagem principal de Dora Doralina. Dois anos depois, participou de dois longas: Anna em Amor Voraz e Ana de Ferro em Quilombo. Vera encerrou a década de 1980 como Letícia de Doida Demais.
Em 1990, foi Sra Watts em O Quinto Macaco e no ano seguinte, foi Cristina em Forever. Em 1993, participou do filme Fala Baixo, Senão Eu Grito, até interpretar Neusa Sueli em Navalha na Carne, quatro anos mais tarde. Em 2002, foi a Rainha Dara em Xuxa e os Duendes 2: No Caminho das Fadas, retornando às telonas em 2019, como Gilda em Quase Alguém.

### Carreira no teatro
No teatro, atuou em grandes produções, como Negócios de Estado, Macbeth (1992), Desejo (1993), Gata em Teto de Zinco Quente (1998), A Primeira Noite de um Homem (2004) e Porcelana Fina (2006). Em 2015, Vera retornou aos palcos com a peça Relações Aparentes, do britânico Alan Ayckbourn. Em entrevista ao programa Altas Horas, de Serginho Groisman, a atriz afirmou que se apaixonou apenas duas vezes na vida: uma vez por Perry Salles, seu primeiro marido, e outra por seu segundo marido, Felipe Camargo. Voltou as novelas no ano de 2018, como coadjuvante na trama do horário das seis, Espelho da Vida. Em 2019 Vera Fischer retorna ao cinema no filme Quase Alguém. Em 2022, retorna aos palcos para celebrar seus 55 anos de carreira, protagonizando o espetáculo Quando eu for mãe quero amar desse jeito, escrito por Eduardo Bakr e com direção de Tadeu Aguiar, numa grande turnê pelo Brasil, de 2022 a 24, realizando apresentações no Rio de Janeiro, São Paulo, Porto Alegre, Curitiba, Brasília, Fortaleza, Recife e em diversas outras cidades.

## Vida pessoal

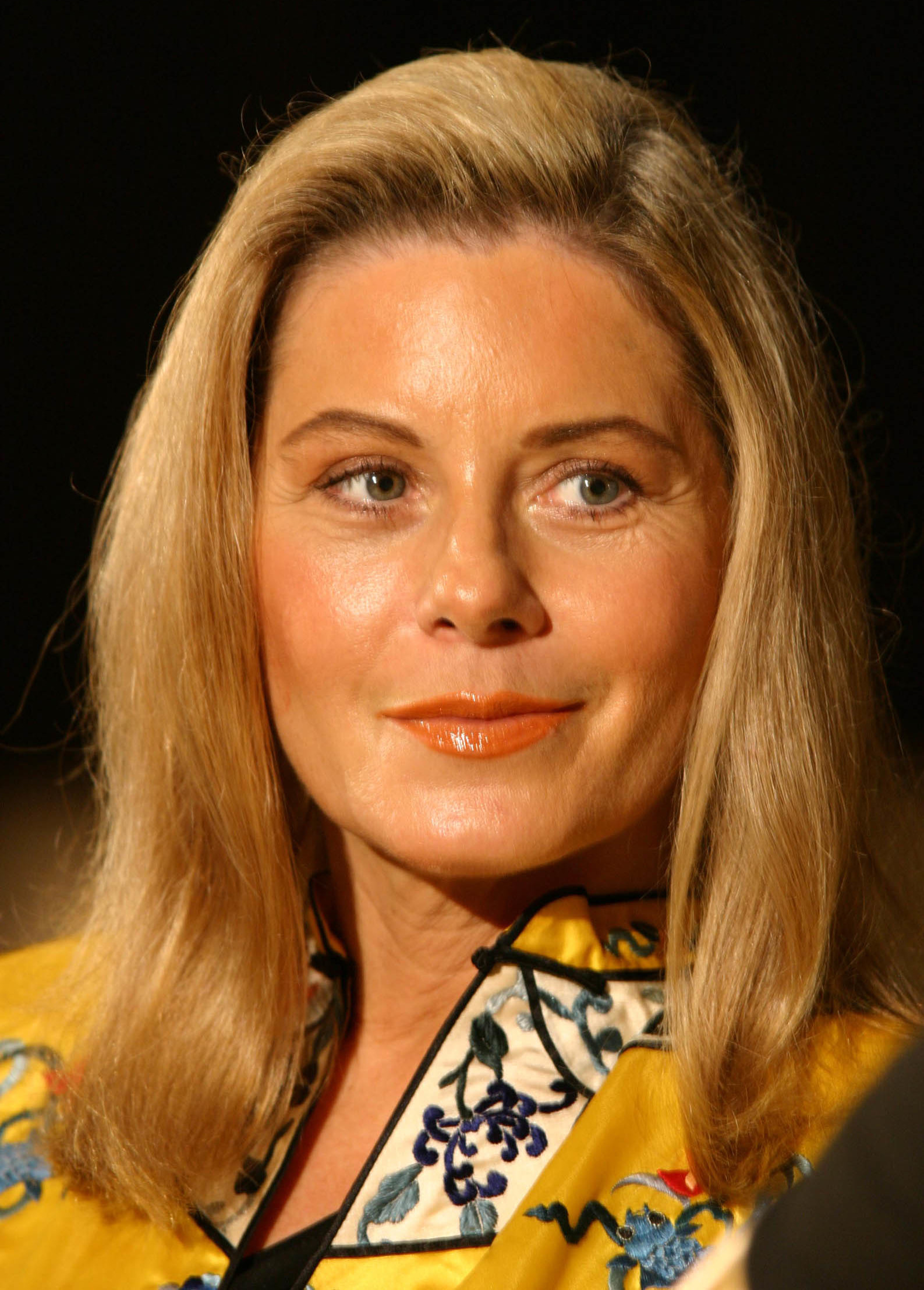
Em 2006.

Em 1970 começou a namorar o diretor Perry Salles, com quem foi casada entre 1972 a 1987 e teve uma filha, Rafaela Fischer (1979). Em 1987, durante as gravações da telenovela Mandala, começou a namorar o ator Felipe Camargo, com quem foi casada de 1988 a 1995 e teve um filho, Gabriel Fischer, nascido em 14 de dezembro de 1993.
Entre 1997 e 1999 namorou o ator Floriano Peixoto. Em novembro de 2001, conheceu o ator Murilo Rosa numa gravação de clipe da cantora Ivete Sangalo no Rio de Janeiro, mas o início do namoro só ocorreu na festa de aniversário da atriz, em dezembro daquele ano, com relação assumida durante a véspera de ano-novo, na Praia de Copacabana. A relação durou apenas oito meses, e o casal terminou em setembro de 2002. Em 2004 namorou o humorista Paulinho Serra. Em julho de 2011 voltou a ser internada, três meses depois de ter feito uma participação na novela Insensato Coração.

## Filmografia

### Televisão
| Ano  | Título                            | Personagem                               | Notas                              |
| ---- | --------------------------------- | ---------------------------------------- | ---------------------------------- |
| 1977 | Espelho Mágico                    | Veridiana Queiroz (Diana) / Débora       |                                    |
| 1978 | Sinal de Alerta                   | Sulamita Montenegro (Sula)               |                                    |
| 1979 | Os Gigantes                       | Helena Porto                             |                                    |
| 1980 | Coração Alado                     | Vívian Ribas                             |                                    |
| 1981 | Obrigado, Doutor                  | Helena                                   | Episódio: "Por um Fio de Vida"     |
| 1981 | Brilhante                         | Luiza Sampaio                            |                                    |
| 1983 | Quarta Nobre                      | Cláudia Prado                            | Episódio: "Tua"                    |
| 1987 | Mandala                           | Jocasta Silveira                         |                                    |
| 1988 | Tarcísio & Glória                 | Lucrécia                                 | Episódio: "Um Banho de Loja"       |
| 1990 | Desejo                            | Ana Emília Ribeiro (Saninha)             |                                    |
| 1990 | Riacho Doce                       | Eduarda                                  |                                    |
| 1992 | Perigosas Peruas                  | Maria Aparecida Falcão Belotto (Cidinha) |                                    |
| 1993 | Agosto                            | Alice                                    |                                    |
| 1994 | Pátria Minha                      | Lídia Thompson Laport                    |                                    |
| 1996 | O Rei do Gado                     | Helena Mezenga (Nena)                    | Episódios: "17–25 de junho"        |
| 1998 | Você Decide                       | Annie                                    | Episódio: "Amor e Traição"         |
| 1999 | Pecado Capital                    | Laura Medeiros Lisboa                    | Episódios: "17 de março–7 de maio" |
| 1999 | O Belo e as Feras                 | Celeste                                  | Episódio: "Casa de Malandro"       |
| 2000 | Laços de Família                  | Helena Lacerda                           |                                    |
| 2001 | O Clone                           | Yvete Simas                              |                                    |
| 2003 | Agora É que São Elas              | Antônia Mendes Galvão                    |                                    |
| 2004 | Senhora do Destino                | Mrs. Vera Robinson / Vera Barroso        | Episódios: "2–8 de outubro"        |
| 2005 | América                           | Úrsula Garcez                            | Episódio: "3–5 de novembro"        |
| 2007 | Amazônia                          | Lola                                     |                                    |
| 2007 | Duas Caras                        | Dolores Maciel                           | Episódios: "1–19 de abril"         |
| 2008 | Casos e Acasos                    | Vera                                     | Episódio: "O Desejo Escondido"     |
| 2009 | Caminho das Índias                | Chiara Bittencourt                       |                                    |
| 2010 | Afinal, o Que Querem as Mulheres? | Celeste Monteiro                         | Episódio: "11 de novembro"         |
| 2011 | Insensato Coração                 | Catarina Diniz                           | Episódios: "16–18 de abril"        |
| 2012 | Salve Jorge                       | Irina Drummond / Simone                  |                                    |
| 2016 | Tá no Ar: A TV na TV              | Helena Lacerda Soriano                   | Episódio: "5 de abril"             |
| 2018 | Malhação: Vidas Brasileiras       | Ana Tanquerey                            | Episódio: "6–23 de abril"          |
| 2018 | Assédio                           | Haydée                                   | Episódio: "O Julgamento"           |
| 2018 | Espelho da Vida                   | Maria do Carmo Vilela (Carmo)            |                                    |
| 2018 | Espelho da Vida                   | Gertrude Trindade                        |                                    |
| 2021 | CNN Séries Originais              | Ela mesma                                | Episódio: "O Labirinto do Sexo"    |
| 2021 | Meu amigo Bussunda                | Ela mesma                                | Episódio: "2"                      |

### Cinema
| Ano  | Título                                       | Personagem               |
| ---- | -------------------------------------------- | ------------------------ |
| 1972 | Sinal Vermelho - as Fêmeas                   | Angela                   |
| 1973 | A Superfêmea                                 | Eva                      |
| 1973 | Anjo Loiro                                   | Laura                    |
| 1973 | As Delícias da Vida                          | Fernanda                 |
| 1974 | Essa Gostosa Brincadeira a Dois              | Lígia                    |
| 1974 | Macho e Fêmea                                | Juliana/Juliano          |
| 1975 | Intimidade                                   | Tânia Velasco            |
| 1980 | Perdoa-me por Me Traíres                     | Judite                   |
| 1981 | Bonitinha mas Ordinária ou Otto Lara Resende | Ritinha                  |
| 1981 | Eu Te Amo                                    | Barbara Bergman          |
| 1982 | Amor Estranho Amor                           | Anna Montenegro          |
| 1982 | Dora Doralina                                | Dora                     |
| 1984 | Amor Voraz                                   | Anna                     |
| 1984 | Quilombo                                     | Ana de Ferro             |
| 1989 | Doida Demais                                 | Letícia                  |
| 1990 | O Quinto Macaco                              | Mrs. Watts               |
| 1991 | Forever                                      | Cristina Teller          |
| 1993 | Fala Baixo Senão Eu Grito                    | Mariazinha               |
| 1997 | Navalha na Carne                             | Neuza Suely              |
| 2002 | Xuxa e os Duendes 2 - No Caminho das Fadas   | Rainha Dara              |
| 2022 | Me Tira da Mira                              | Antuérpia Fox            |
| 2022 | Um Natal Cheio de Graça                      | Lady Sofia               |
| 2023 | Lenita                                       | Ela mesma (Documentário) |
| 2025 | Coisa de Novela                              | Vera                     |

## Teatro
| Ano       | Título                                                                            |
| --------- | --------------------------------------------------------------------------------- |
| 1983      | Os Desinibidos, de Roberto Athayde, direção de Aderbal Freire Filho               |
| 1984      | Negócios de Estado, de Louis Verneuil, direção de Flávio Rangel                   |
| 1992      | Macbeth, de William Shakespeare, direção de Ulysses Cruz                          |
| 1993      | Desejo, de Eugene O'Neill, direção de Ulysses Cruz                                |
| 1998      | Gata em Teto de Zinco Quente, de Tennessee Williams, direção de Moacyr Góes       |
| 2004      | A Primeira Noite de um Homem, de Charles Webb, direção de Miguel Falabella        |
| 2006      | Porcelana Fina, de Georges Feydeau, direção de Antônio Pedro Borges               |
| 2007      | Confidências (monólogo de Perry Salles, com a direção de Vera Fischer)            |
| 2015      | Relações Aparentes, de Alan Ayckbourn, direção de Ary Coslov                      |
| 2017      | Ela é o Cara, de Márcio Araújo e Andrea Batitucci, direção de Ary Coslov          |
| 2017      | Doce Pássaro da Juventude, de Tennessee Williams, direção de Gilberto Gawronski   |
| 2022 - 24 | Quando Eu For Mãe Quero Ser Desse Jeito, de Eduardo Bakr, direção de Tadeu Aguiar |
| 2025      | O Casal Mais Sexy da América, de Ken Levine, direção de Tadeu Aguiar              |

## Prêmios e indicações
| Ano  | Premiação                                                       | Categoria                      | Nomeação           | Resultado |
| ---- | --------------------------------------------------------------- | ------------------------------ | ------------------ | --------- |
| 1977 | Troféu Associação Paulista de Críticos de Arte (APCA)           | Melhor atriz de cinema         | Intimidade         | Venceu    |
| 1981 | Troféu Imprensa                                                 | Melhor atriz                   | Brilhante          | Indicado  |
| 1981 | Prêmio Air France de Cinema                                     | Melhor Atriz                   | Amor Estranho Amor | Venceu    |
| 1982 | Troféu Candango do Festival Internacional de Cinema de Brasília | Melhor atriz                   | Amor Estranho Amor | Venceu    |
| 1987 | Troféu Imprensa                                                 | Melhor atriz                   | Mandala            | Indicado  |
| 2000 | Troféu Imprensa                                                 | Melhor atriz                   | Laços de Família   | Indicado  |
| 2000 | Troféu Domingão de Melhores do Ano                              | Melhor atriz de novela         | Laços de Família   | Venceu    |
| 2001 | Troféu Imprensa                                                 | Melhor Atriz                   | O Clone            | Indicado  |
| 2017 | Prêmio Sesc do Teatro Candango                                  | Homenagem                      | Carreira           | Venceu    |
| 2019 | Festival de Vitória - Vitória Cine Vídeo                        | Conjunto da Obra               | Carreira           | Venceu    |
| 2019 | Prêmio The Winner Awards                                        | Contribuição no Meio Artístico | Homenagem          | Venceu    |
| 2022 | Prêmio iBest                                                    | Influenciador Santa Catarina   | Vera Fischer       | Indicado  |
| 2024 | Festival de Cinema de Gramado                                   | Cidade de Gramado              | Homenagem          | Venceu    |